# Jerzy Pawlikowski
Jerzy Tadeusz Pawlikowski (ur. 26 grudnia 1924 w Łodzi, zm. 13 września 1979 w Łodzi) – polski piłkarz, grający na pozycji napastnika.
Był wychowankiem Widzewa, w barwach którego zaliczył m.in. 9 występów w ekstraklasie w sezonie 1948. W 1952 występował w barwach ŁKS-u, dla którego strzelił 3 bramki.